# Peoria Party
Designa-se por Peoria Party um grupo de homens que partiu de Peoria, no estado de Illinois, Estados Unidos, em 1 de maio de 1839 com o intuito de colonizar o Oregon Country para os Estados Unidos e expulsar as empresas inglesas de comércio de peles que aí se tinham instalado. Os homens da Peoria Party encontram-se entre os primeiros pioneiros da América a seguir para oeste pelo Oregon Trail.